# مارلا برومفیلد
مارلا برومفیلد (انگلیسی: Marla Brumfield؛ زادهٔ ۶ ژوئن ۱۹۷۸) بازیکن بسکتبال اهل ایالات متحده آمریکا است.